# پترولاکوسور
پترولاکوسور (نام علمی: Petrolacosaurus) نام یک گونه از راسته کم‌اندام‌سانان است.